# David White
David White (4 de abril de 1916-27 de noviembre de 1990) fue un actor estadounidense de cine y televisión, conocido por interpretar a Larry Tate, el jefe de Darrin Stephens en la comedia Bewitched.

## Biografía
Nació el 4 de abril de 1916 en Denver, Colorado, sirvió en el Cuerpo de Marines de los Estados Unidos durante la Segunda Guerra Mundial. Comenzó su carrera en teatro en vivo, haciendo su debut en Broadway en 1953.
Se casó con la actriz Mary Welch, con la que tuvo un hijo, Jonathan White (nacido el 14 de julio de 1955). Jonathan murió a los 33 años, víctima de los terroristas con bombas en el vuelo 103 de Pan Am sobre Lockerbie, Escocia en 1988. En 1958, Mary Welch murió durante su segundo parto. White más tarde se casó con la actriz Lisa Figus con quien tuvo una hija, Alexandra.

## Carrera
En 1964 White obtuvo el papel del ejecutivo de publicidad Larry Tate en Hechizada, el cual estuvo en las 8 temporadas de la serie. Éste es el papel que sería más conocido durante su vida y por el que sería más recordado. También estuvo en dos episodios de la original The Twilight Zone, "Canto el cuerpo eléctrico" y "Un mundo de diferencia".
En 1960 también participó en un episodio de la serie The Untouchables, "The Rusty Keller History", interpretando el abogado al servicio de un gánster apellidado Fletcher. En 1977 interpretó el papel de J. Jonah Jameson, el director del Daily Bugle en el primer episodio piloto de la serie “Spiderman, el hombre araña", junto a Nicholas Hammond encarnando a Peter Parker/Spiderman. En posteriores episodios sería sustituido por el actor Robert F. Simon.

## Muerte
White murió de un ataque al corazón, en Los Ángeles, California, el 27 de noviembre de 1990, a los 74 años. Fue enterrado con su hijo Jonathan en el cementerio Hollywood Forever.